# Dušan S. Lajovic
Dušan S. Lajovic, častnik, politik, poslovnež in diplomat, * 26. januar 1925, Ljubljana, † 28. junij 2018

## Življenjepis
Rodil se je v družini uspešnega tovarnarja; oče Emil Lajovic je ustanovil tovarno Tuba v Ljubljani (ena izmed dveh in hkrati največjo tovarno tub na področju Jugoslavije). Po osnovni šoli v Ljubljani so ga starši poslali v zasebno gimnazijo na otok Brač, ki so jo vodili dominikanci; med njegovimi sošolci sta bila tudi Toussaint Hočevar (zgodovinar in ekonomist) in Branko Mamula (admiral flote).
Ob pričetku aprilske vojne je bil na Braču, a so ga dominikanci, z ostalimi dijaki, poslali domov. V Ljubljani je nadaljeval šolanje na Srednji tehniški šoli, a ga je že konec aprila oče poslal v Padovo, kjer je stanoval pri družinskem prijatelju in delal v njegovi tovarni za plastiko. Septembra 1941 se je vpisal na milansko Srednjo tehniško šolo, oktobra pa se je vrnil nazaj v Ljubljano. Sprva se je moral vsak dan javljati na policijski postaji. Po poroki brata Miša je vsa družina odšla v Švico, iz katere so se vrnili šele junija 1943. Dušan se je iz Padove vrnil v Ljubljano v aprilu 1943. Kmalu je postal obveščevalec za Jugoslovansko vojsko v domovini (JVvD), nato pa se je priključil Notranjskemu odredu JVvD. Deloval je tudi kot kontaktna oseba med JVvD in Slovenskim domobranstvom ter z Tajno obveščevalno službo (TOS). Pozneje je zbolel in s očetovo pomočjo se je skril v sanatorij Šlajmerjev dom, kjer je ostal do marca 1945. V začetku maja 1945 se je umaknil v Avstrijo, kjer je po ukazu Vladimirja Vauhnika navezal stike s britansko Field Security Service (FSS), s pomočjo katere je nadaljeval pot v Italijo. Tu je opravljal različne obveščevalne dolžnosti za Matjaževo vojsko v domovini, dokler ga ni FSS 4. februarja 1946 aretirala, ker jim ni hotel izdati podatke o Draži Mihajloviću; izpuščen je bil junija po Mihajlovićevi aretaciji. Sredi leta 1948 je postal poveljnik Centra 303 v Trstu.
10. maja 1950 je zapustil Italijo in z ladjo odpotoval v Avstralijo. Sprva je delal kot delavec, nato pa je leta 1958 ustanovil podjetje Impact Containers Pty Ltd, ki se je ukvarjala z izdelavo tub; pozneje je odprl še podružnice na Filipinih, v Maleziji in v Venezueli. Leta 1976 je prodal svoj delež v podjetju. 
Junija 1991 se je prvič vrnil v Slovenijo in prisostvoval razglasitvi neodvisnosti. Naslednji mesec (17. julij) ga je Zoran Thaler, pomočnik ministra za zunanje zadeve Slovenije, imenoval za posebnega veleposlanika z vsemi pooblastili, da zastopa Slovenijo pri Ministrstvu za zunanje zadeve Nove Zelandije; leta 1992 je bil imenovan za častnega konzula Slovenije na Novi Zelandiji, leta 1997 pa za častnega generalnega konzula za Novo Zelandijo, ki jo je opravljal do 1. julija 2003.
Leta 2003 je odprl spletno stran udba.net, s katero je sprožil afero Udba.net.
Leta 2005 mu je takratni predsednik Republike Slovenije, Janez Drnovšek, podelil zlati red za zasluge »ob 80- letnici za zasluge pri povezovanju in ohranjanju slovenske skupnosti v Avstraliji in Novi Zelandiji, pri osamosvojitvi Republike Slovenije, mednarodnem priznanju ter gospodarskih povezavah Slovenije s svetom na diplomatskem mednarodnem področju«.

### Družina
V njegovo družino spadajo:
- Anton Lajovic (stric) je bil skladatelj in sodnik;
- Franc Lajovic (stric) je bil tovarnar in župan Litije;
- Pavla Lajovic (teta) je bila veletrgovka;
- Albin Lajovic (stric) je bil učitelj in ravnatelj;
- Ladi Lajovic (stric) je bil direktor Zavarovalnice Triglav;
- Emil  Milivoj Lajovic (oče) je bil tovarnar;
- Mira Lajovic (mati) je bila slikarka;
- Miša (Milivoj) Lajovic (brat) je bil politik, med drugim nekaj časa senator Avstralije

Z Aleksandro Hreščak, s katero se je poročil v begunskem taborišču center 303 v Trstu 27. januarja 1950, je imel hčer Alenko in sina Mitjo.